# Glareola nuchalis
Glareola nuchalis là một loài chim trong họ Glareolidae.